# Phyllophila venerica
Phyllophila venerica är en fjärilsart som beskrevs av Felix Bryk 1948. Phyllophila venerica ingår i släktet Phyllophila och familjen nattflyn. Inga underarter finns listade i Catalogue of Life.